# Diario AS
Diario AS (испанское произношение: [ˈdjaɾjo ˈas]) — ежедневная испанская спортивная газета, которая выходит в Мадриде. Была основана в 1967 году. Второе по популярности спортивное издание Испании после газеты Marca.

## История
Первый тираж газеты вышел 	6 декабря 1967 года. Газетой владеет медиагруппа PRISA, которой также принадлежат издания El País и Cinco Días. Газета в первую очередь освещает события, связанные с футбольными клубами из Мадрида («Реал Мадрид», «Атлетико Мадрид», «Хетафе», «Леганес», «Райо Вальекано»). Главным конкурентом является другая мадридская газета Marca.
В мае 2012 года газета запустила версию сайта на английском языке.
В 2006 году тираж газеты составлял 214,6 тысяч экземпляров.